# Espostoa lanata subsp. ruficeps
Espostoa lanata subsp. ruficeps ist eine Unterart der Pflanzenart Espostoa lanata in der Gattung Espostoa aus der Familie der Kakteengewächse (Cactaceae). Das Epitheton ruficeps leitet sich von den lateinischen Worten rufus für ‚rötlich‘ sowie -ceps für ‚köpfig‘ ab und verweist auf das rötliche Cephalium der Art.

## Beschreibung
Espostoa lanata subsp. ruficeps wächst strauchig mit von der Basis bis auf halbe Wuchshöhe verzweigten Trieben und erreicht Wuchshöhen von 1,5 bis 2,5 Metern. Die dunkelgrünen Triebe weisen Durchmesser von 7 bis 9 Zentimeter auf. Es sind 16 bis 24 Rippen vorhanden, die 5 bis 7 Millimeter hoch sind. Die darauf befindlichen  Areolen sind mit rötlich braunem Filz bedeckt. Die 40 bis 60 nadeligen Dornen sind rötlich gelb und weisen eine Länge von 7 bis 10 Millimeter auf. Die ein bis zwei Mitteldornen werden erst spät ausgebildet. Sie sind pfriemlich und 1 bis 4 Zentimeter lang. Das fünf bis acht Rippen umfassende Cephalium ist 1 bis 2 Meter lang und besteht aus rötlicher, 3 bis 4 Zentimeter langer Wolle.
Die weißen Blüten sind 5,5 bis 6 Zentimeter lang. Die roten Früchte besitzen eine Länge von 2,5 bis zu 3 Zentimeter.

## Verbreitung und Systematik
Espostoa lanata subsp. ruficeps ist in Peru in der Region Ancash in Höhenlagen von bis zu 2400 Metern verbreitet.
Die Erstbeschreibung als Espostoa ruficeps erfolgte 1981 durch Friedrich Ritter. Graham J. Charles stellte 2002 die Art als Unterart zur Art Espostoa lanata.

## Nachweise